# ベファーナ

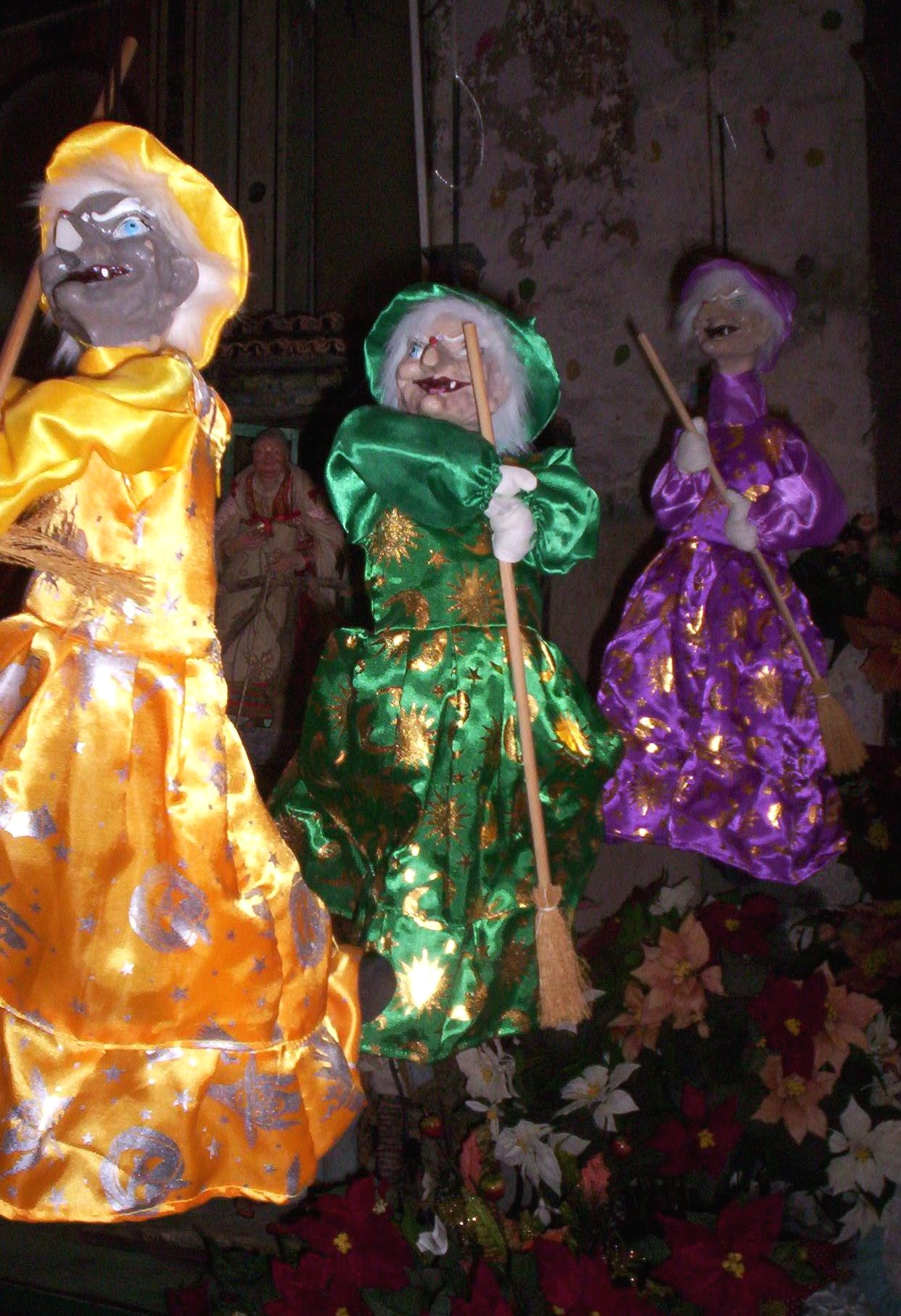
ベファーナ

ベファーナ (Befana) は、イタリアに伝わる魔女の一種。公現祭の日である1月6日に、前日までの一年間に良い子だった子供には素敵なプレゼント、悪い子だった子供には靴下に炭を入れていくと言われる。

## 伝承
東方の三博士が神の子（イエス・キリスト）の生誕をベツレヘムの星で知りベツレヘムへ向かう途中、立ち寄った村で老婆に一夜の宿を求めた。彼女は村で一番の家政婦だと聞いた三博士は彼女に神の子の誕生を一緒に祝おうと旅に誘うも、彼女は多忙を理由に断った。彼女は三博士が旅立った後にそれを後悔しその後を追ったが神の子の元にはたどり着けなかったと言う。それ以来、彼女は神の子を探してさすらっている、というのがベファーナの謂われである。伝承によっては、明るい光（ベツレヘムの星）を道標と考えた彼女はイエスのための焼き菓子をバッグに詰め込み、イエスの母へ贈る箒と共に持って旅に出るもイエスの元にたどり着けず、未だに贈り物を持ったまま彷徨っているという。
別の伝承では子供を失って気が狂った女性がイエスの誕生を聞き、彼を自分の子供と思い込んで彼の下に向かい贈り物をした、とされる。

## 参照
- クリスマスと,ほうきに乗った魔女ベファーナの伝説 こんにちは！ハングルース/ウェブリブログ（「ウェブリブログ」は 2023年1月31日 をもちましてサービス提供を終了いたしました。）
- H.I.S.イタリア　特派員記事 : いたずら好きな魔女ベファーナ
- ＜＜＜御公現祭＞＞＞　EpifaniaとLa Befana